# Pass Strub
Pass Strub är ett bergspass i Österrike.   Det ligger i distriktet Zell am See och förbundslandet Salzburg, i den centrala delen av landet, 290 km väster om huvudstaden Wien. Pass Strub ligger 1 075 meter över havet.
Terrängen runt Pass Strub är bergig söderut, men norrut är den kuperad. Runt Pass Strub är det ganska glesbefolkat, med 42 invånare per kvadratkilometer.. Närmaste större samhälle är Fieberbrunn, 14,1 km sydväst om Pass Strub. 
I omgivningarna runt Pass Strub växer i huvudsak blandskog.